# Afonso de Oliveira Lima
Dom Afonso de Oliveira Lima SDS (Limoeiro do Norte, 28 de agosto  de 1916 — Rio de Janeiro, 31 de agosto de 1994), foi um bispo católico brasileiro.

## Biografia
Era filho de Melquíades e Oliveira Lima e de Dona Clotilde Loureiro de Oliveira. Pelo lado paterno, era primo do pedagogo Lauro de Oliveira Lima, do sociólogo Eduardo Diatahy Bezerra de Menezes e do também religioso e filósofo Manfredo Araújo de Oliveira.
A 5 de dezembro de 1929, entrou para o seminário menor salvatoriano de Jundiaí, no estado de São Paulo. Vestiu o hábito salvatoriano com mais cinco companheiros: Antônio Nunes Gurgel, Luís Gonzaga Callou, Carlos Marques Vieira, Bernardo Campos e Boaventura Cantarelli, a 1 de fevereiro de 1935, em Indianópolis, em São Paulo, onde pronunciou os primeiros votos a 2 de fevereiro de 1936. No Seminário Maior de Indianópolis cursou a filosofia e a teologia. Foi ordenado sacerdote em 8 de dezembro de 1940, pelo então arcebispo de São Paulo Dom José Gaspar de Affonseca e Silva, na catedral provisória de Santa Efigênia.
Como sacerdote exerceu seu ministério como professor nos seminários de Jundiaí e Parangaba; foi também vigário em Parangaba e Barbalha, no Ceará; posteriormente desempenhou o mesmo cargo em Piedade, no Rio de Janeiro, e em Indianópolis (SP) e, por último, em Patos, na Paraíba.
Ultimamente era capelão das irmãs salvatorianas do parque São José, em Parangaba, e era constante colaborador do bispo auxiliar de Fortaleza, Dom Miguel Fenelon Câmara Filho. 
Aos 7 de dezembro de 1971 foi nomeado pelo Papa Paulo VI para ser o primeiro bispo de Brejo, no Maranhão.
Sua ordenação episcopal realizou-se em Brejo aos 9 de abril de 1972. Nessa mesma data foi canonicamente instalada a nova Diocese de Brejo, tornando-se ele o primeiro bispo de Brejo. Ao lado do monsenhor Pedro Santos desenvolveu grande trabalho pastoral na Diocese.
Estando havia quase vinte anos à frente daquela diocese, Dom Afonso renunciou ao múnus episcopal por atingir a idade recomendada pelo direito canônico. Sua renúncia foi acolhida pelo Vaticano em 25 de setembro de 1991, quando foi escolhido seu sucessor, o confrade Valter Carrijo. Depois, Dom Afonso foi residir no Rio de Janeiro.
Em 31 de agosto de 1994, Dom Afonso foi colhido por um ônibus da União Turismo num cruzamento do bairro da Piedade. Ele morreu horas depois, à noite, de traumatismo craniano, no Hospital Municipal Salgado Filho, no Méier. Ele tinha 78 anos de idade.